# ディーン・マレンコ
ディーン・マレンコ（Dean Malenko、1960年8月4日 - ）は、アメリカ合衆国の元プロレスラー、本名はディーン・サイモン（Dean Simon）。フロリダ州タンパ出身。2001年の引退後はWWEのロード・エージェントを長らく務め、2019年5月からはAEWのシニアプロデューサーを務めている。
父は名門スクール "Malenko School of Wrestling" （マレンコ道場）を設立し、「チェーン・デスマッチの鬼」の異名を持つボリス・マレンコ。兄は全日本プロレスで世界ジュニア王座を獲得したジョー・マレンコ。

## 来歴
少年期から兄のジョーと共に父親からプロレスのトレーニングを受ける。その後、カール・ゴッチの道場でも鍛え上げられた。
1985年2月、当時顧問を務めていたゴッチの勧めでUWFに初来日を果たす。1988年には全日本プロレスにも数シリーズ参戦し、当時兄が保持していた世界ジュニア王座に挑戦した。その後、渕正信の同王座にも挑戦したが敗れている。
1992年からは新日本プロレスにも参戦し、IWGPジュニア王座にも挑戦した。また、ここでのクリス・ベノワ、エディ・ゲレロとの邂逅は、彼の後のキャリアに深く影響することとなった。
1994年、ベノワ、エディと共にECWに参戦。そのレスリング技術で高い支持を受け、同年11月には2・コールド・スコーピオを破りTV王座を獲得。
1995年2月にはベノワとのコンビでサブゥー&タズから世界タッグ王座を奪取した。その後、エディと共にWCWに移籍することになり、ECW最後の試合では、観客から "Please don't go !" （「行かないで!」）のコールが起こるほどであった。
WCWには1996年より登場し、5月にWCWクルーザー級王座を獲得。以降もクルーザー級の中心選手となり、レイ・ミステリオ・ジュニアやクリス・ジェリコとタイトルを争った。1997年3月にはエディ・ゲレロを破りUSヘビー級王座を獲得、1999年3月にはベノワとのコンビでウエスト・テキサス・レッドネックスのカート・ヘニング&バリー・ウインダムから世界タッグ王座を奪取した。
しかし、盟友のベノワと対立していたブッカーのケビン・サリバンによってWCWを解雇され、2000年1月よりWWFに移籍。同時に移籍したベノワ、エディ、ペリー・サターンと共にラディカルズを結成し、WWFのトップ選手と抗争する。その後は女たらしのキザなキャラクターに扮し、ジェームズ・ボンドを気取るヒールを演じた。途中リタに惚れ、シャワー中の彼女を覗こうとするなどストーカーまがいのキャラにもなったが、2001年秋にプロレスラーを引退し、WWEのエージェントに就任。復活版のECWではシニア・プロデューサーを担当していた。
2019年4月、WWEとの約18年に渡るロード・エージェントとしての契約を解消。翌5月、AEWのシニア・プロデューサーに就任した。

## 得意技
- テキサス・クローバー・リーフ
- タイガー・ドライバー
- ノーザンライト・スープレックス
- ストマック・ブロック

## 獲得タイトル
WCW
- WCW世界タッグ王座 : 1回（w / クリス・ベノワ）
- WCW USヘビー級王座 : 1回
- WCWクルーザー級王座 : 4回

ECW
- ECW世界タッグ王座 : 1回（w / クリス・ベノワ）
- ECW TV王座 : 2回

WWF / WWE
- WWFライトヘビー級王座 : 2回

DDT
- アイアンマンヘビーメタル級王座 : 1回 （第1492代）

その他
- ハードコア殿堂：2015年